# Glenea pseudocamelina
Glenea pseudocamelina là một loài bọ cánh cứng trong họ Cerambycidae.